# 아즈텍 제국
삼각동맹(나와틀어: Ēxcān Tlahtōlōyān [ˈjéːʃkaːn̥ t͡ɬaʔtoːˈlóːjaːn̥] 예슈칸 틀라톨로얀) 또는 아즈텍 제국(스페인어: Imperio azteca), 메시카 제국(스페인어: Imperio mexica)은 세 개의 나와족 도시국가(알테페틀)인 테노치티틀란, 텍스코코, 틀라코판이 연합해 만든 동맹국가이다. 이들은 1428년부터 에르난 코르테스의 에스파냐 정복자들에게 멸망당한 1521년까지 멕시코 분지와 그 주변 지역을 지배했다.
초기의 삼각동맹은 원래 멕시코 지역을 다스리던 테파넥 제국에 맞서기 위해 만들어졌다. 초기에는 이 3개의 도시국가들이 서로 대등한 관계를 가진 연합동맹이었지만, 차츰 테노치티틀란이 군사적, 정치적 우위를 점하게 되며 에스파냐인들이 침공했을 당시에는 사실상 테노치티틀란이 제국의 중심지로 여겨지고 있었고, 나머지 두 도시 국가들은 테노치티틀란에 종속적인 처지로 전락해 있었다.
아즈텍 제국은 성립된 직후부터 정복전쟁을 거듭했고, 그 절정기에는 현재의 멕시코 중앙부 대부분과 중앙아메리카 일부까지 그 영토로 장악할 수 있었다. 아즈텍 제국의 지배는 소위 "패권적"이자 "간접적" 지배로서, 정복된 도시국가에서 매년 공물을 바치거나 새로운 적국과의 전쟁에 군사력을 동원하는 것을 조건으로 자치권과 기존의 권력층들을 보호해주는 방법을 사용하여 통치했다.
아즈텍 제국에는 다신교 신앙을 채택하였다. 제국 각지에는 여러 신들을 함께 모시는 만신전이 있었고, 이들 중 교세가 크거나 부유한 교단들은 각자 수도 테노치티틀란 한가운데에 거대한 사원과 신전들을 지어 교세를 과시하였다. 또한 제국의 수호신으로 여겨졌던 우이칠로포치틀리의 신전을 정복된 도시 한가운데에 짓는 조건으로, 피정복민들의 기존 신앙과 종교행사들을 유지할 수 있게 할 정도로 종교에 관용적인 모습을 보였다.

## 어원
"아즈텍"이란 말은 나우아틀어로 ‘아스틀란의 사람’이란 뜻의 단어 aztecatl[asˈtekat͡ɬ](복수형 aztecah[asˈtekaʔ])에서 왔다.

## 역사

### 초기 역사 (1200년~1325년)
1200년에 멕시코 일대를 지배하던 톨텍 족이 멸망하고 톨텍의 수도였던 툴라도 폐허로 변하게 된다. 이로 인해 북방에 살던 민족들이 멕시코로 이주하게 되는데, 이 중 가장 늦게 이주한 종족이 바로 메시카인, 즉 아즈텍인들이었다. 그들은 싸움과 전쟁에 능했고, 약탈을 주로하고 살았다. 그들은 1300년부터 한동안 톨텍족의 노예 상태로 살아갔으나, 나중에 톨텍 족의 공주를 살해하는 일을 저질렀고 이로 인해 톨텍 족의 도시에서 쫓겨나 늪지로 강제로 이동하게 된다. 그러던 중, 늪지 한가운데에 있던 섬에서, 선인장 위에서 뱀을 먹고 있는 독수리를 보고 이를 신의 뜻으로 생각하여 그 곳에 정착하게 된다. 그리고 1325년, 섬 주위에 있던 진흙뻘들을 개척해서 단단한 땅으로 만들고, 테노치티틀란(지금의 멕시코시티)이라는 새 수도를 만들게 된다.

### 중기 역사 (1325년~1517년)

#### 테파넥 족의 지배와 삼각동맹의 등장 (1372년~1428년)
아즈텍 인들은 비록 맨마지막에 멕시코 지방에 정착한 후발주자이기는 했지만, 그 용맹함과 잔인함으로 인해 금세 멕시코 지방의 지배적인 종족으로 떠오르게 되었다. 상황이 이렇게 되자, 당시 테파넥 족이 세운 도시국가 아스카포찰코는 아즈텍 인들을 이용하여 군사적 힘을 강화하려 하였다. 당시 아스카포찰코의 왕 테조조목은 아즈텍인들을 끌어들여 자신의 지배 하에 두는 데에 성공했고, 이로 인해 점차 조그만 도시왕국에서 제국으로 떠오르게 된다.
아스카포찰코가 이렇게 세력을 확장해나가고 있던 가운데, 아콜후아 족이 세운 도시국가 텍스코코가 점차 힘을 키워가고 있었다. 지리적으로 인접한 아스카포찰코와 텍스코코는 필연적으로 충돌할 수 밖에 없었고, 결국 전쟁이 일어나게 된다. 이 때 아스카포찰코의 편에서 싸웠던 아즈텍인들의 활약이 빛을 발했고, 전쟁이 아스카포찰코의 승리로 끝난 이후 아즈텍인들은 그들의 공로를 인정받아 텍스코코에 대한 지배권을 인정받게 되었다.
1426년에, 테조조목이 세상을 떠났고, 후계자들 사이에 치열한 분쟁이 벌어지기 시작했다. 본디 아즈텍인들은 공식 후계자를 지지하여 왕위에 옹립하였으나, 얼마 지나지 않아 쿠데타가 일어나게 되면서 막스틀라가 새로운 왕에 오르게 되었다. 막스틀라는 자신의 정통성에 문제의식을 가지고 있었고, 자신에게 반대할 가능성이 있는 모든 세력들을 축출하고자 하였다. 이 때 그는 테노치티틀란의 지배자였던 치말포포카를 암살했고, 아즈텍인들은 막스틀라에게 점차 반감을 가지게 되었다.
막스틀라가 점차 폭정을 펼치기 시작하고 실정을 반복하자, 테노치티틀란과 텍스코코, 틀라코판이 힘을 합쳐 막스틀라를 쫓아내기 위한 연합체를 구성하였다. 점차 이 테노치티틀란이 이 세 개의 도시국가들 중 가장 발언권이 강해졌으며, 결국 합법적인 상속자 네사우알코요틀이 테파넥 족에게 빼앗겼던 텍스코코의 지배력을 되찾았다. 아스카포찰코는 114일로 계속된 연합군의 포위공격을 버티지 못하고 결국 1428년에 멸망했다. 이 연합체는 삼각동맹이라는 정치구도로 균형을 이루게 되는데, 이 연합체가 결국 후에 아즈텍 제국으로 발전하게 된다.
삼각 동맹이 테파넥 족을 몰아내고 중앙아메리카의 패권을 차지하게 되자, 삼각 동맹의 도시 지도자들은 곧바로 자신들의 옛 역사를 다시 쓰기 시작했다. 당시 테노치티틀란의 지도자였던 이츠코아틀은 사람들에게 명을 내려 아즈텍인들이 노예 시절이었던 시절에 쓰여졌던 책들을 모두 불태워버리라고 하였다. 이로 인해 수많은 저서, 문화재들이 불에 휩싸여 사라지게 되었다. 이후 새로 발간된 기록물들에는, 아즈텍인들이 실제보다 훨씬 더 주도적이고 중요한 역할을 한 것으로 쓰여졌다.

### 제국으로의 변환

#### 몬테수마 1세(1440년~1468년)
1440년, 테노치티틀란의 몬테수마 1세는 40살의 나이로 이츠코아틀의 뒤를 이어 아즈텍인들의 황제로 즉위했다. 몬테수마 1세가 즉위하고 난 후, 그는 아즈텍 제국의 영향력을 강화하고 국력을 신장시키는데에 모든 관심을 쏟았다. 테노치티틀란 주변에 위치한 소규모 도시의 왕들은 모두 제국에 협조적, 순종적인 인물들로 교체되었다. 또한 조세 제도를 바꾸어 기존의 권력층들 대신 정복지에 감찰관을 파견하여 세금을 걷게 되었다. 또한 아즈텍 제국 정부는 각 지역의 왕들이 각각 최대한 자신의 수도에서 멀리 떨어져있는 영토를 가지게 했고, 이는 만약 왕이 반란을 일으켰을 때에 효과적으로 왕과 그의 통치 구역을 차단시켜 버릴 수 있는 역할을 하였다. 이런 조치에도 불구하고 반란을 일으키는 왕들이 있었는데, 아즈텍 제국은 이를 진압한 이후 아예 왕조를 교체시켜 버리거나 황제가 직접 총독을 파견, 속령으로 삼았다.
몬테수마 1세는 즉위한 후 얼마 되지 않아 새로운 법령을 발표했다. 이는 제국의 귀족들과 평민들을 분리하여 살게 하는 내용을 담고 있었고, 최초로 간음과 기타 범죄들에 대한 형벌을 명문화되어 있었다. 황실의 명령에 따라 제국 곳곳에 종교적 색채를 강하게 띤 학교가 세워졌고, 일반인들을 위해서는 '텔포크칼리'라는 국립 학교를 지어 평민들에게도 기본적인 종교적, 군사적 학문을 가르쳤다. 또한 귀족의 자제들을 위해서는 '칼메칵'이라는 고급 학교를 세워, 고위 사제나 사회 지도층으로서 필요한 교육을 받게 하였다. 특히 이 칼메칵에는 예외적으로 특별히 재능있는 평민들도 입학할 수 있었는데, 희귀한 경우이지만 이 평민이 나중에 공을 세워 심지어는 왕의 자리에까지 오르기도 하였다. 이와 같은 조치는 세계 그 어디서도 찾아보기 힘들었던 것으로, 아즈텍 제국은 전 국민에게 의무적으로 교육을 시킨 최초의 나라였다.
또한 이 때 만들어진 아즈텍의 전통 가운데, '꽃의 전쟁'이라는 것이 있었다. 꽃의 전쟁이란, 당시 인신공양 풍습을 갖고 있던 아즈텍 제국에서 신에게 바칠 포로를 구하기 위하여 일부러 일으킨 전쟁인데, 이 전쟁은 매우 상징적인 모습을 띠고 있었다. 아즈텍 제국의 전사들은 주기적으로 일어나는 이 전쟁을 통하여 자신들의 역량을 발달시킬 수 있었고, 또한 신들에게 바칠 신선한 포로들을 구할 수 있었다. 꽃의 전쟁은 양쪽 지도부 간의 철저한 합의 내에 치루어졌고, 미리 어떤 사람을 제물로 바칠지, 어떤 사람을 제물로 넘길지 어느 정도 정해두었다고 한다.
이 꽃의 전쟁이 대대적인 행사로 자리매김하게 된 이유는 1450년과 1454년 사이에 일어난 유례없는 대기근이었다. 당시 아즈텍의 사제들과 황제는 이를 신의 분노라고 믿었고, 이를 풀어주기 위하여 제물을 바치기 시작했다는 것이다.

#### 악사야카틀과티속(1468년~1486년)
1468년, 제 7대 황제로 악사야카틀이 왕위에 오르게 된다. 그러던 중 1473년 멕시코의 상업 중심지인 틀라텔롤코가 테노치티틀란에 시비를 걸어왔다. 이 틀라텔롤코가 일으킨 쿠데타는 테노치티틀란에 선전포고를 하는 것이나 마찬가지었다. 틀라텔롤코가 쿠데타를 일으킨 이유는 이츠코아틀과 몬테수마 1세와 함께한 정복전쟁에서 얻은 전리품 덕분에 부유해졌으면서도 그들의 지배는 받고 싶어하지 않았기 때문이다. 하지만 결과는 실패로 돌아갔고, 틀라텔롤코는 악사야카틀 손에 파괴되고 자치권을 빼앗겼지만 스페인이 아즈텍 제국을 정복할 때까지도 멕시코 전역을 돌아다니는 상인들을 계속해서 보호해 주었다. 악사야카틀은 서부와 북서부 지역에서도 계속해서 전쟁을 벌였지만, 군대의 힘을 보여 주려던 그의 계획은 결국 실패로 끝나고 말았다. 미초아칸의 타라스카 족은 틀락스칼라 족처럼 만만한 상대가 아니었다. 악사야카틀의 후계자인 티속도 1481년에 왕위를 물려받아 선왕에 이어 전쟁을 벌였지만 그는 멕시코 계곡에서 다른 족장 손에 1486년에 일찍 죽게 된다.

#### 아우이소틀(1486년~1502년)
1486년, 제 8대 황제로는 아우이소틀이 왕위에 오르게 된다. 그는 뛰어난 명성만큼이나 악명 높은 학살의 대가였고, 상상하기조차 힘든 제식을 만든 왕이기도 했다. 아우이소틀은 왕위에 오르자마자 쿠데타를 일으킨 나라들과 전쟁을 벌여 승리를 이끌었다. 그리고 몬테수마 1세때 짓기 시작한 대신전의 마무리 공사에 포로들을 동원했다. 대신전의 개관식은 화려한 축제와 더불어 대규모 학살극으로 꾸며졌는데, 아우이소틀은 인간을 신에게 바치는 희생제식을 행한 후, 포로들을 잡아먹기도 했다. 전보다 더욱 격렬해진 그들의 첫 원정 상대는 남부 열대지방으로 테노치티틀란과 텍스코코의 식민지를 그 곳에 두어 귀족이 소비하는 카카오 농장을 개발하였고 만만치 않은 상대인 타라스카 족 영토의 경계에는 보초를 세우기도 했다. 이때 텍스코코의 지도자 네사우알피이가 테노치티틀란을 도왔다. 하지만 전쟁 이후에는 테노치티틀란이 텍스코코보다 군사적으로 강해졌다.
꾸준한 확장정책을 펼친 아우이소틀은 1491년과 1495년 사이에 태평양 연안지방을 점령했다. 몬테수마 1세에 시작된 오하카 지방 정복전쟁에서도 승리하여 멕시코 계곡에는 금, 염료, 염색 면직물 같은 공물이 풍부하게 지급되었다. 아우이소틀은 계속해서 정복전쟁을 펼쳤다. 중요한 상업거점이 될 수 있는 테완테펙을 점령하기 위해 아우이소틀은 최장거리 원정대를 파견했지만 여러 문제가 발생했다. 1500년, 테완테펙은 멕시코에서 1000킬로미터 이상 떨어진 소코누스코에 대항하기 위해서 아우이소틀에게 원조를 요청했다. 하지만 그 원정은 매우 어려운 결정이었다. 그래서 아우이소틀은 이번 원정을 위해 타쿠바와 텍스코코의 지배자들에게 지원을 요청했다. 하지만 그들은 이런저런 핑계를 대며 아우이소틀에게 협력하기를 거부했다. 결국 아우이소틀은 단독으로 소코누스코 지방을 점령했다. 그러나 삼각동맹 역시 동시에 여러 곳에서 전쟁을 벌이고 있었기 때문에 영토확장은 그쯤에서 중단해야 했다. 각 나라의 통치자들은 자신들이 정복한 땅에 대해 목록을 작성한 후, 상형문자로 남겼다.
아우이소틀이 제국의 국경을 확장하는 동안 멕시코 계곡은 번영을 누렸다. 인구가 증가하자 더 많은 농산물을 생산해야 했기 때문에 큰 관개공사를 벌여 신선한 물을 호수쪽으로 흐르게 했다. 하지만 1500년에 홍수가 나서 도시의 집과 정원이 모두 파괴되자, 귀족들은 그곳을 떠나 버렸다. 그러자 아우이소틀은 할 수 없이 동맹자 텍스코코에 조언을 구했고, 텍스코코의 왕 네사우알피이는 신의 노여움을 풀어야 한다고 했다. 그는 네사우알피이의 의견에 따르기로 했다. 계곡의 도시에서 파견된 노동자들은 귀족들에게 나누어 주었고 귀족들은 노동자를 감독하여 화려한 궁전과 정원을 건축하게 했다. 운하 양쪽 둑에는 버드나무와 포플러를 심고 제방오 튼튼하게 쌓았다. 그렇게 해서 테노치티틀란은 완전히 새로운 모습으로 단장되었다.

#### 몬테수마 2세(1502년~1520년6월 29일)

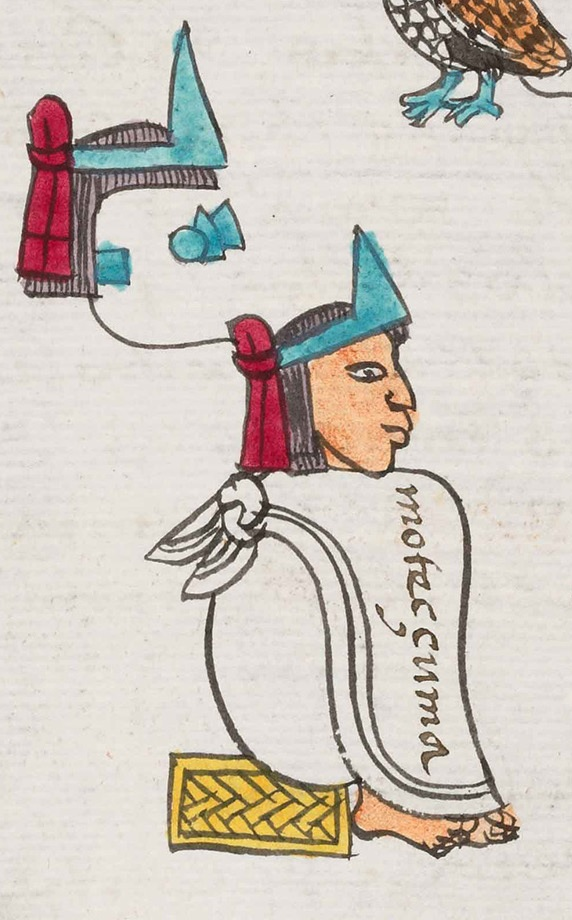
몬테수마 2세(Moteuczoma Xocoyotl)

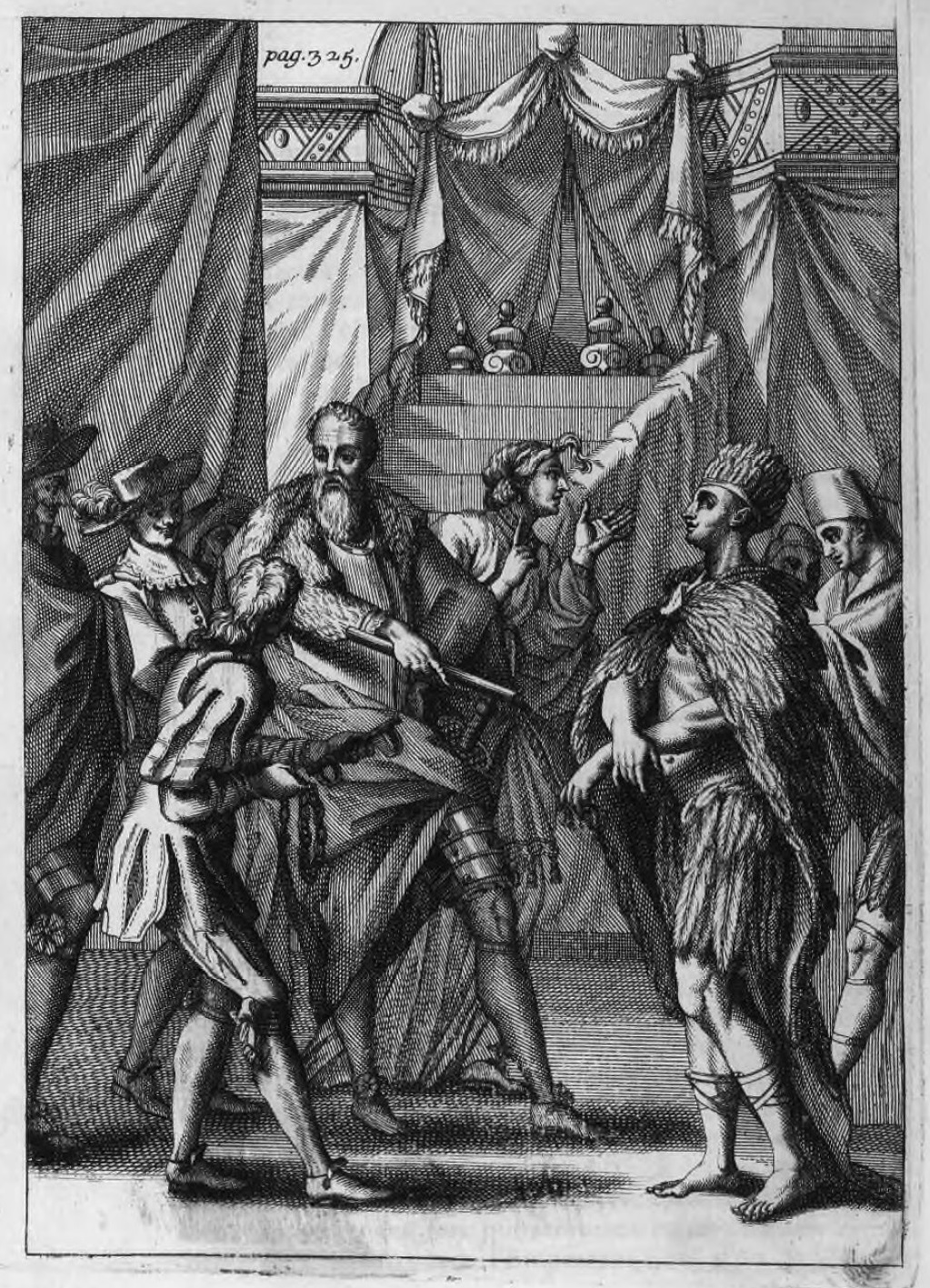
에르난 코르테스에게 체포당하는 몬테수마 2세.

목테수마(Moctezma, Montezuma)라고도 불리며, 1502년부터 1520년까지 아즈텍을 통치한 제9대 황제이다. 그가 군림하던 시기에 에스파냐가 본격적으로 아즈텍을 정복하기 시작한다.
몬테수마는 같은 이름의 몬테수마 1세의 증손자이자 6대 왕 악사카야틀(Axayacatl) 왕의 아들이자 티조악, 아우이트소틀의 조카였다. 1502년 숙부인 아우이트소틀의 뒤를 이어 제국의 통치자가 되었다. 당시 제국의 영토는 최대로 커져 오늘날 온두라스와 니카라과까지 뻗어 있었다. 그러나 종교의식에 쓰이는 제물과 조공을 종속 부족들에게 점점 더 많이 요구했기 때문에 그들의 분노를 사 제국의 세력은 약해졌다. 그는 방대한 정복 계획을 세웠지만, 신(神) 우이트실로포치틀리에 대한 신앙에 크게 영향을 받기도 했다. 이 신은 점성가를 통하여 몬테수마 황제에게 불확실한 미래에 대해 일종의 숙명론을 주입했다.
아즈텍 인들은 언젠가는 턱수염을 가진 백인 신 케찰코아틀(깃털달린 뱀이라는 뜻)이 돌아와 제국을 통치할 것이라고 두려워하면서도 이를 기대하고 있었다. 백인 신 대신에 턱수염을 가진 백인 에르난 코르테스가 나타났다. 코르테스는 이런 두려움을 알고 있었고 멕시코 횡단 원정에 이것을 이용했다. 몬테수마는 그를 매수하려고 했으나 스페인 정복자는 아즈텍의 지배를 싫어하던 종속 부족들과 동맹을 맺었다. 몬테수마는 수도 테노치티틀란으로 코르테스를 유인했으나 함정임을 눈치챈 코르테스에게 오히려 포로로 잡혔다. 그는 황제가 포로로 잡혀 있는 한 아즈텍인들이 공격하지 못할 것이라고 생각했다. 그러나 몬테수마가 스페인 정복자에게 굴복하자 백성들은 그에게 등을 돌렸다.
스페인의 기술에 따르면, 황제는 백성들에게 연설을 하려고 하다가 돌과 화살에 맞아 부상을 입어 그로부터 사흘 뒤 목숨을 잃었다고 한다. 그러나 아즈텍인들은 스페인인들이 그들의 황제를 죽였다고 여겨, 밤을 틈타 테노치티틀란 시를 빠져나가려던 코르테스 군대를 거의 전멸시켰다. 코르테스는 잠시 퇴각했다가 다시 돌아와 재정복, 몇 년 동안 멕시코를 지배했다.

### 아즈텍 제국의 멸망 (1517년~1521년)

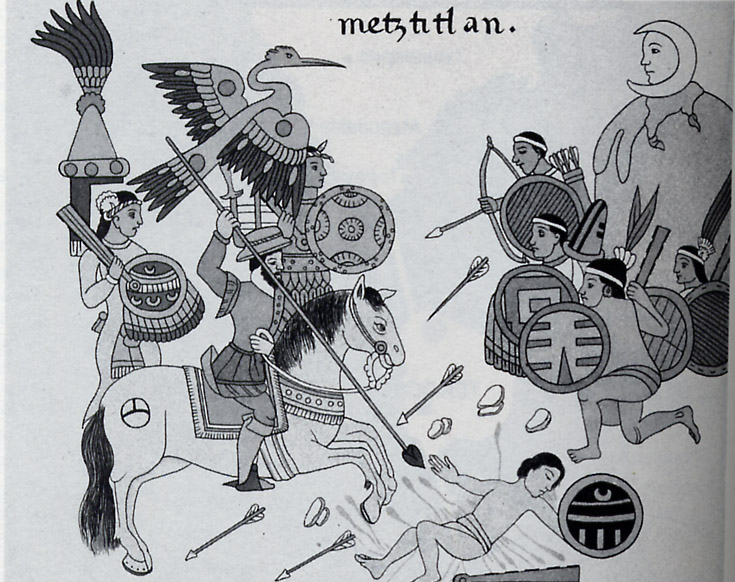
스페인 군과 아즈텍인들의 테노치티틀란 전투. 중간에 에르난 코르테스가 보인다.

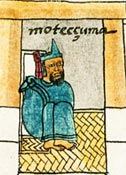
몬테수마 2세의 모습.

1517년부터 1519년까지 에르난 코르테스가 오기 전, 각각이 일어나는 불길한 징조 때문에 아즈텍 제국은 불안에 휩싸였다. 불길한 징조는 다음과 같다.
- 혜성이 하늘을 지나갔다.
- 우이칠로포트틀리의 사원에 불이 났다.
- 커다란 바위가 흔들거리면서 "아즈텍 제국은 망한다"라고 사람의 목소리가 나왔다.
- 멕시코 호수가 끓어올라 넘쳐서 집들을 잠기게 했다.
- 한 어부가 바다에서 머리에 거울이 있는 이상한 새를 잡아왔고 몬테수마 2세가 하늘을 보니 한낮인데도 달과 별이 보였고, 다시 보니 반은 인간이고 반은 사슴인 동물이 사람과 싸우고 있었다.

#### 멸망 과정
코르테스는 유카탄 반도에 식민지를 건설하기 위해 탐험대장으로 내정되었다. 하지만 그의 승승장구를 두려워한 총독 벨라스케스가 이를 번복하자 1519년 병사 508명과 말 16필을 11척의 배에 나누어타고 독자적으로 유카탄 반도에 상륙하였다. 그는 이곳에서 베라크루스라는 도시를 건설하였고 유카탄 반도의 마야족들과 전투를 벌이면서 부족들을 점령해 나갔다. 말이나 대포에 관해서 전혀 모르는 틀락스칼라인들은 한번의 전투후 코르테스에게 항복하였다. 코르테스는 원주민을 통해 아즈텍 왕국에 대한 정보를 입수하고 왕국을 정복하기 위해 진군하였다.
코르테스는 아즈텍 왕국에 들어갔으나 아즈텍 황제 몬테수마 2세가 베라크루즈를 기습해 오히려 황제를 사로잡을 구실을 만들어주었고, 황제는 궁에갇히고 포로신세로 변하게 된다. 그의 행동을 좋지 않게 본 쿠바 총독 벨라스케스가 판필로 나르에바스에게 900명의 에스파냐인과 500명의 흑인노예를 주어 코르테스를 토벌하라고 한다. 수비대장 후안 데 에스칼란데가 전사하면서 코르테스는 이 일이 보통일이 아니라고 판단, 그는 자신의 부관이자 친구였던 알바라도에게 100명의 군대를 남겨주고 테노치티틀란을 떠난다. 알바라도는 신중한 인물이 아닌 듯했다. 그는 우이칠포로치틀리 봄축제를 즐기는 아즈텍 귀족들이 반란을 모의한다고 판단, 군대를 이끌고와서 귀족 1만명을 학살했다. 코르테스 일행이 승리를 거두고 돌아왔을 때 분위기가 심상치 않았다. 그래서 알바라도에게 자초지종을 물었더니, 그가 대답을 하자 그는 사태의 심각함을 깨닫고 도시를 빠져나가려 하지만 포위당한다. 그래서 황제로 하여금 설득하라고 하지만, 황제는 흥분한 관중들의 돌과 화살을 맞고 사망한다. 그러나 토착사료에서는 에스파냐인들이 죽인것으로 묘사한다.
코르테스는 일행을 데리고 6월 30일 탈출을 시도하지만, 아즈텍인들의 공격으로 거의 대부분 사망하고, 석궁과 총, 철갑옷, 철검, 철투구, 아르퀘버스 등의 무기들을 탈취당한다. 이것이 슬픔의 밤(La Noche Triste) 사건이다. 군마도 23마리만 남고 만다. 동맹국 틀락스칼라까지 150마일의 지옥의 행군을 해야했다. 그들은 7월7일 오툼바에서 테노치티틀란-텍스코코-타쿠바 아즈텍 삼각동맹군 4만을 보게된다. 모든 병사들이 크고 작은 부상을 입은상태였고, 석궁이나 아르퀘버스도 없었다. 에스파냐인 400명과 1~2000명의 틀락스칼라인뿐이었다.
아즈텍군은 심지어 탈취한 스페인무기(물론, 아르퀘버스나 석궁은 사용법을 모른다.)로 무장하고 있었다. 코르테스는 단단한 사각진형을 짜고 에스파냐인 뒤에 틀락스칼라인들을 배치했다. 틀락스칼라인들은 크게 환영했는데, 그들은 슬픔의 밤 이후로 아즈텍군을 크게 두려워했고, 에스파냐군과 전투를 한 적이 있었으므로, 그들의 무기의 강력함을 알았기 때문이다. 보병은 부관에게 맡긴뒤 자신은 23기의 대부분 부관출신으로 이루어진 기병대를 이끈다. 그는 후방에서 병사들을 지휘하는 시우아코아틀(나우나틀어로 군사지휘관)을 눈여겨 보았다. 시우아코아틀은 코르테스에게 갈기갈기 찢겨 살해되고, 나머지 아즈텍 부관들은 그의 기병대가 살해했다. 시우아코아틀이 죽은 걸 안 아즈텍군들은 모두 달아나기 바뻤다. 코르테스는 이전투에서 2번이나 아즈텍 돌팔매에 맞았으며, 슬픔의 밤 때 난 손가락상처가 악화되어 2개의 손가락을 쓸 수 없게 되었다.
거의 대부분의 사상자는 부상자들이었으며, 애초에 아즈텍군은 포로를 잡기 위해 상대를 죽이지 않아, 보통은 달려 들어서 묶기 바빠서 거의 대부분 한번에 찔러 죽이라는 코르테스의 말에 따라 죽었다. 사상자는 정확히 언급되지 않으나, 몇천명에 이를 것으로 추정된다. 게다가 코르테스와 부관들이 죽인 지휘관들은 몇 안되는 나머지 아즈텍 귀족들이므로, 아즈텍의 피해는 매우 컸다. 그 이후 9월에 에스파냐의 정복자들에 의해 옮겨진 천연두가 창궐하자 아즈텍인들이 죽어나갔고 심지어 황제마져 죽고 마지막황제 쿠아우테목이 즉위한다. 그는 몬테주마의 직계도 아니었고 몬테주마의 자식들을 죽여 많은 귀족들의 반감을 사게 된다.
쿠아우테목은 틀라텔롤코에서 최후의 항전의지를 보이고 모든 국경수비대를 모두 불러들이고, 테노치티틀란으로 가는 길목을 모두 파괴하고 한개만 남긴다. 하지만 텍스코코 호수를 관장하던 텍스코코가 코르테스에 항복하면서 호수의 소유권도 코르테스군이, 게다가 텍스코코인들도 아즈텍에 대한 반감 때문에 코르테스에 군대를 지원하게 되고, 결국 1521년 8월 13일 아즈텍은 항복하고, 테노치티틀란은 점령당하게 된다.
아즈텍인을 포함해 그 어떤 원주민도 스페인인들을 신으로 믿지 않았으며, 신으로 믿은 부족이 있더라도 금방 깨달은 게 보통이었다. 에스파냐인들이 원주민들을 쉽게 이길 수 있었던 것은 원주민들의 총과 대포에 대한 공포심이 매우 강했으며, 말과 군견, 돼지도 보지 못했기 때문이었다.

## 사회

### 주민
멕시카인들은 14세기에서 16세기에 걸쳐 멕시코에서 높은 수준의 문화를 이루며 살던 나우아계 원주민으로, 나우아틀어를 썼다. 그 외에도 틀락스포칼 인, 텍스코코 인 등의 다양한 민족이 뒤섞여 있었다. 또한 아즈텍인들은 정복한 지역들을 아즈텍 제국의 주요 종족이었던 멕시카인, 틀락스포칼 인, 텍스코코 인과의 삼각관계를 유지하면서 나라를 다스렸다. 정복한 지역에서 살던 주민들은 아즈텍 제국에 공물을 바쳐야 했다.

### 계급

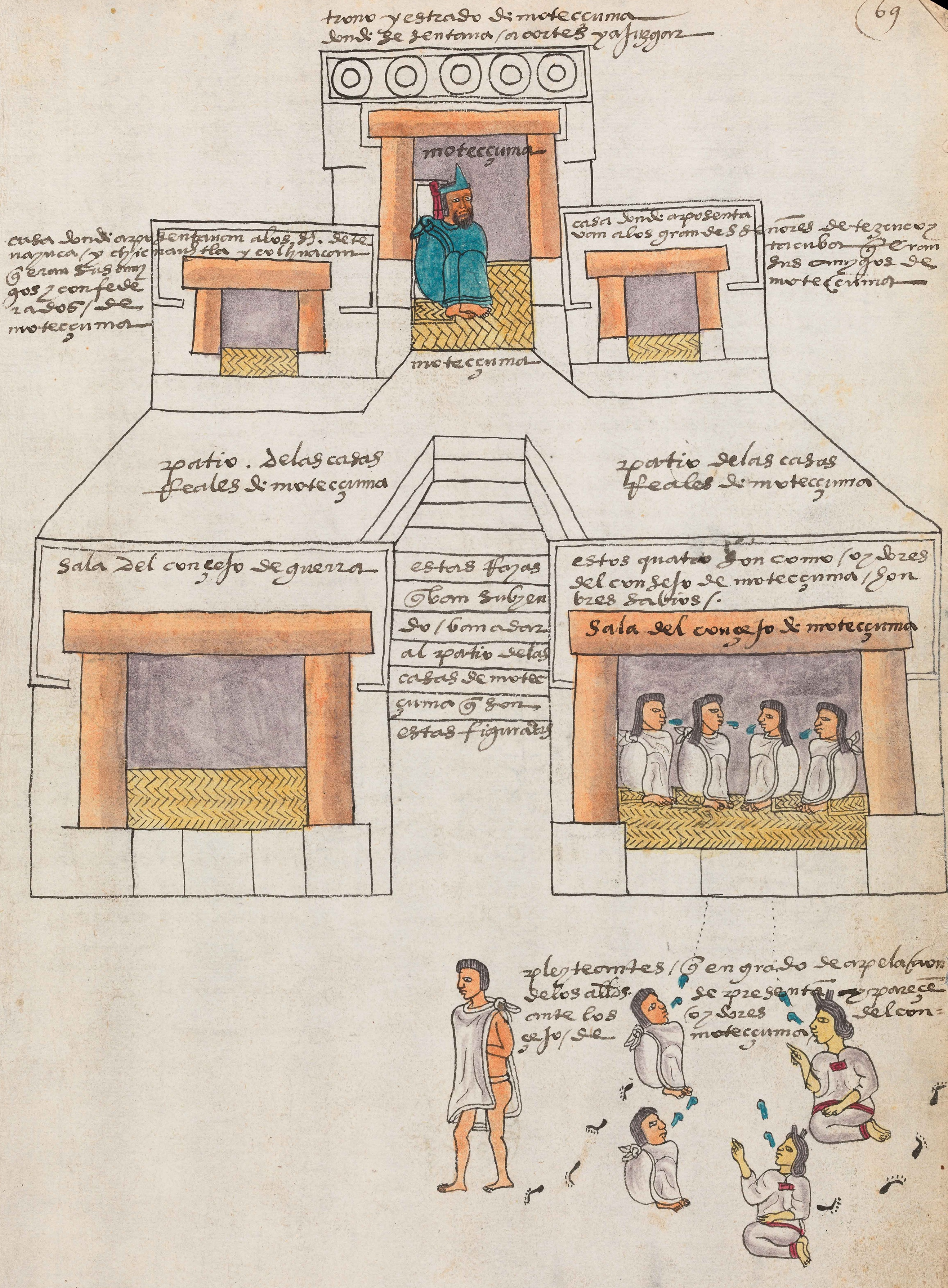
몬테수마의 궁전.

아즈텍 사회는 절대적인 계급 사회였다. 맨위에 틀라토아니, 그 아래 피필틴, 그 다음에 시민 마세우알틴이 있었다. 마세우알틴은 '복종' 이란 뜻이었지만 행동은 자유로웠다. 마세우알틴 계급은 약 100여가정으로 이루어진 카풀리로 구성되어 있었다. 각 카풀리에는 시민 등록을 받고, 공동 소유의 땅을 관리하며 세금을 모으는 노인 협의회가 있었다.

#### 왕과 귀족
아즈텍 시민들은 자신들이 정복한 부족들에게 공물을 바칠 것을 강요했다. 이것은 거대한 양의 값진 물건들이 테노치티틀란으로 흘러 들어왔음을 뜻하는데, 그 중에서는 담요, 군사 용품, 깃털, 구슬, 염료, 금, 목면, 후추 같은 향신료, 옥수수와 카카오 콩, 소금과 그 밖의 것들이 포함되어 있었다. 일부는 공공 행사를 치를 때 사용했고, 일부는 귀족들에게 주었으며, 나머지는 다른 물건과 바꾸도록 지역 항인들에게 주었다.

##### 귀족이 되는 법
귀족의 신분은 대대로 이어졌다. 평민이 귀족이 될 수 있는 유일한 방법은 틀라토아니가 훌륭한 전사를 재규어 전사나 독수리 전사의 위치까지 승진시키는 것이었다. 그러나 몬테수마 2세는 이것마저 없애 버렸다.

#### 평민과 노예

##### 농부의 집과 가구
아즈텍 농부의 집은 다섯 채씩 단체로 지어서 가운데 둥근 정원을 두고 서로 마주보게 했다. 벽은 흙벽돌로 쌓고 용설란의 잎으로 초가지붕을 엮었다. 한 집에서 한 두 가정의 5~8명이 함께 살았다. 집은 매우 작았으므로 요리, 식사, 실 잣기, 옥수수 갈기, 사람들을 만나는 것 등의 거의 대부분의 활동은 밖에서 이루어졌다.
가난한 가정은 가구도 없이 간단한 옷이 전부였다. 그들이 소유한 몇 가지 필수품은 옥수수를 갈기 위한 숫돌, 항아리 몇 개, 잠자는 깔개 등이었다. 그러나 최근 고고학자들이 농부의 집 바깥에 있는 커다란 쓰레기 더미를 발견했는데, 거기에는 수입 도자기, 흑요석으로 만든 칼들, 심지어 청동 핀까지 있었다. 아즈텍 농부는 가난했지만 일할 거리가 많았고 제국으로 들어오는 돈이 매우 많았으므로 아주 궁핍한 사람은 거의 없었다.
아주 가난한 가정이라도 그릇은 필요했다. 물 항아리, 옥수수를 젹셔 놓는 사발, 요리용의 평평한 판, 저장 항아리, 접시, 컵 등과 적어도 매운 후추를 가는 바닥에 바둑판 무늬가 있는 세발 달린 몰카헤테 하나는 있어야 했다.

##### 노예
사회의 맨 아래 계층에는 노예 틀라코틴이 있었다. 노예들은 정복한 도시에서 공물로 받아왔다. 때때로 술, 도박으로 망하거나, 재난을 입은 농부들이 나머지 가족을 위해 빚을 갚으려고 스스로 노예로 팔려갔다. 주인은 노예가 게으름을 필 때만 다시 팔 수 있었는데, 만약 이런 일이 세 번 일어나면 신전에 희생물로 팔아 버리기도 했다.

### 여가 활동

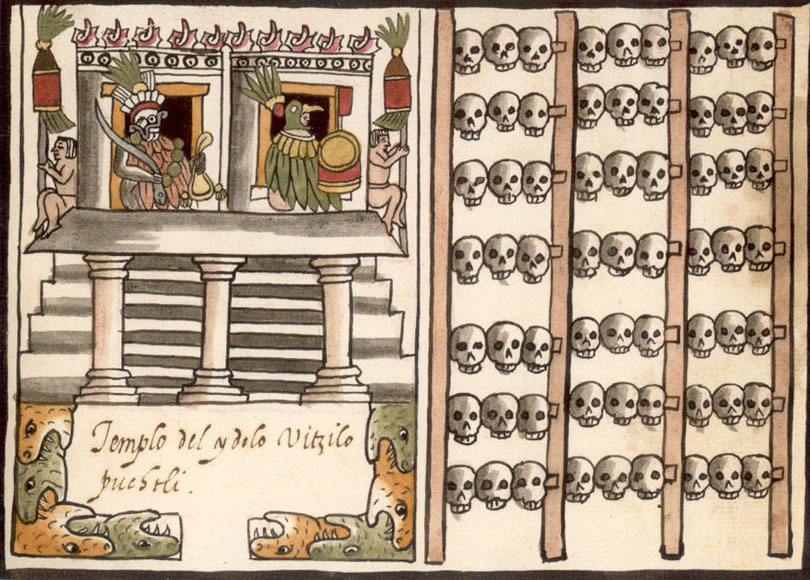
희생된 사람 해골들을 모아놓은 제단.

아즈텍인들에게 종교는 생활 그 자체이자, 그들 존재의 중심이었다. 심지어 잠시 일을 멈추는 것도 종교적인 이유가 있어서였다. 따라서 아즈텍 사람들에게 오늘날 우리가 생각하는 의미의 단순히 즐기기 위한 여가 활동을 없었다. 아즈텍의 어른들은 축제와 게임을 즐겼지만, 그 목적은 단순히 즐거운 시간을 보내는 것이 아니었다. 모든 여가 활동은 신의 의지에 따르는 의미를 가지고 있었다.

#### 볼라도르 의식
볼라도르 의식에서는 사람들이 새처럼 차려 입었는데, 이것은 신이 스스로 이 모습을 택했다고 믿었기 때문이다. 생명의 나무를 뜻하는 기둥에 매달려 둥글게 흔들리는 사람들을 밧줄을 서서히 풀면서 땅으로 내려놓았다. 밧줄의 길이는 정확하게 52번을 돌고 땅에 닿도록 계산했다. 이 의식은 52년 만에 일어나는 아즈텍의 두 달력의 일치를 나타내는 것이다. 또 새로운 세상이 열린다는 뜻도 가지고 있다.

#### 틀라치틀리
틀라치틀리는 경기자가 큰 고무 공을 차기 위해 엉덩이, 무릎, 팔굼치 등을 사용하는 놀이다. 선수가 공을 쳐서 코트 한쪽 면에 높이 건 띠를 통과시키면 바로 이기게 된다. 틀라치틀리는 인기 있는 관람 경기였는데 종교적인 의미도 가지고 있어 때때로 진 사람은 종교 의식의 희생물이 되었다. 또 미래를 점치는 데 이용되기도 했다. 텍스코코의 지배자가 이방인이 곧 멕시코를 지배할 것이라고 예언했을 때, 몬테수마 2세는 그가 잘못되었다는 것을 증명하려고 함께 틀라치틀리를 별였는데, 몬테수마가 3-2로 졌다. 걱정스러워 하는 그를 남겨 두고 경기는 끝났다. 그리고 2년 뒤인 1519년, 에스파냐 사람들이 아즈텍에 도착했다.

#### 파톨리
파톨리(Patolli)는 도박성이 있는 게임이었다. 경기자들은 말을 움직이기 위해 주사위를 던졌고, 목표는 한 줄에서 세 곳을 얻는 것이었다. 그러나 이 단순한 게임조차 신을 기쁘게 하기 위해 하는 것이었다.

### 인생의 시
나우아틀은 아즈텍의 언어였다. 시에 주로 나오는 나우아틀 언어는 '꽃' 그리고 '노래'였다. 대부분의 아즈텍 시는 생명을 주고 빼앗기도 하는 테스카틀리포가 신에게 바쳐졌는데, 많은 시에서 꽃과 노래, 생명과 죽음에 대한 생각이 연결되어 있다.
| “ | 너는 꽃과 노래에서 왔다. 너는 꽃을 사방으로 흩뿌리고, 그것을 짓밟는다. | ” |

### 시장과 교역
아즈텍인들은 시장(티안키스)에 가는 것을 무척 좋아했다. 매일 6만 명이 틀라텔롤코라는 곳의 큰 시장에 갔는데, 한 스페인의 목사는 이렇게 말했다.
| “ | 시장에 가는 것과 천당에 가는 것을 선택하라고 하면, 대개의 아즈텍 부인들은 천당을 택한다. 그러나 먼저 시장에 갈 수 있는지 물을 것이다 | ” |

아즈텍인들은 다방면에 걸친 교역자들로, 상인들은 아즈텍 사회에서 별도 신분이었고, 유럽의 길드처럼 그들만의 카풀리를 가지고 있었다. 또 야카테쿠틀리라는 신을 모셨는데 신의 상징은 여행자의 지팡이였다. 그러나 아즈텍 상인들은 오늘날의 기업인처럼 사회적 신분이 상승될 수는 없었다. 그들도 시민들과 사실상 마찬가지로 자신의 위치를 지켜야 했다.

#### 시장 물건
손님들은 아즈텍의 시장에서 치남파스의 생산물을 사는 것은 물론, 개, 이구아나 계곡에서 잡은 야생 칠면조, 그리고 해안에서 가져온 굴, 가재, 거북 등을 샀다. 그들은 또한 면화와 노예에서 조개와 황금에 이르기까지 여러 물건을 샀다. 아즈텍인들은 무게보다 수량을 중심으로 물건을 팔았다. 상인과 손님들은 보통 물건을 서로 맞바꾸었으므로 시장은 소음과 논쟁으로 매우 시끄러웠을 것이다. 정부 감독관은 물건이 제대로 진열되었는지 확인했으며, 속이는 사람에게 벌을 내렸다.

#### 카누
일부 역사학자는 동의하지 않지만, 아즈텍인들은 바퀴가 달린 장치를 사용하지 않은 것으로 보인다. 그러므로 카누는 무거운 물건을 테노치티틀란으로 나르는 데 매우 중요한 것이었고, 그래서 운하는 그 도시의 중심이 되었다. 아즈텍 상인들의 카누를 부수는 일은 전쟁의 선언으로 여겼다. 원정이 끝난 뒤 상인들은 밤에 도시로 몰래 물건들을 밀수해 들여오기도 했다. 아즈텍 시민들은 그들의 부를 자랑할 수 없게 되어 있었으므로 상인들은 언제나 평범한 옷을 입고 얼마나 벌었는지에 대해서는 비밀로 했다.

#### 짐꾼

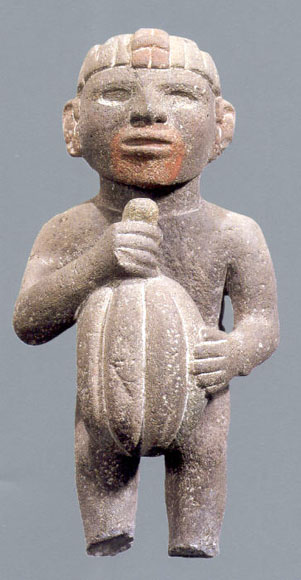
카카오 콩을 든 상인 인형.

다른 나라와 교역하는 것은 위험한 사업이었다. 나라에서는 상인들이 스파이만큼 쓸모가 있다고 생각했으므로 유일하게 다른 나라로 가는 국경을 넘을 수 있도록 허락했다. 상인들은 무기를 가지고 있었고, 때때로 거래를 하러 간 상대방 사람들과 싸움을 하기도 했다. 모든 것을 운반해야 했기 때문에 아즈텍인들은 짐을 지는 배낭보다는 머리띠를 쓴 짐꾼을 고용했다. 출발하기 전에 상인들은 서로 만나서 건강과 안전을 빌면서 신에게 제물을 바치기도 했다.

#### 카카오 콩
아즈텍인들은 비록 일부 위조꾼이 밀랍이나 가루로 가짜로 만들긴 했지만 카카오를 돈처럼 사용했으므로 부자들만이 카카오 콩으로 만든 쇼콜라틀(일명 핫초코)를 살 여유가 있었다.

### 예술과 건축
아즈텍의 예술과 건축물은 신들의 힘과 아즈텍 제국의 강함을 느낄 수 있게 만들어졌다. 1500년 무렵, 아즈텍인들은 테노치티틀란이 홍수로 무너져 다시 지었는데 이방인들에게 깊은 인상을 주는 도시를 세웠다. 호수를 가로지르는 두 개의 주요 도로가 중앙에서 교차하는 테노치티틀란은 정확한 바둑판 형태였으며, 해의 움직임과 일치하도록 동쪽에서 서쪽으로 달리는 주요 도로가 있었다. 아즈텍인들은 그 도시를 세상의 중심이라고 믿었고, 이 같은 성취감은 다음의 시에 잘 나타나 있다.
| “ | 도시 자체가 자랑인 테노치티틀란. 이는 우리의 영광, 오 생명을 주신 이여. 누가 테노치티틀란을 정복할 수 있는가? 누가 세상의 근본을 흔들 수 있는가? | ” |

#### 석공들
아즈텍 채석장이들은 40톤이나 나가는 돌덩어리를 나무 쐐기를 이용해 조각으로 잘랐다. 그 다음 노동자들이 건설 현장까지 끌고 가면 석공들이 돌을 갈고 금속 징을 사용하여 세부 조각을 새겼다.

### 건강과 의학
테노치티틀란에는 일하는 동물이 없었고, 집들도 상당한 거리를 두고 지었으므로 같은 시기 유럽의 도시들보다 깔끔한 편이었다. 또한 아즈텍인들은 개인 위생 관념이 철저하였다. 그들은 비누 나무 열매를 이용하여 자주 씻었다. 일반 가정에는 조그만 욕조가 있었지만, 몬테수마의 궁전에는 수영장이 있었다. 아즈텍인들은 소금과 가루 숯으로 이를 닦았는데, 그렇게 하면 충치를 막을 수 있다고 믿었다. 또 서로 머리에 이가 없는지 살폈다. 아픈 사람이 생길 때를 대비하여, 증상을 살피고 치료할 의사들을 키워냈다. 비록 아즈텍의 치료법은 현대적이지 않았지만, 이들 의사의 지식과 기술은 유럽 의사들이 실패한 에스파냐 사람의 병을 일부 고치기도 했다.

#### 약초 식물
훌륭한 아즈텍 의사는 1500가지가 넘는 약초를 어떻게 사용하는지 알고 있었다. 예로 들면 목의 통증을 치료하기 위해서는 꿀로 만든 감기 시럽과 용설란 시럽을 마시게 한 후 액체 고무로 목을 문질러 주었다.

### 사랑과 결혼
아즈텍 사회에서 결혼은 매우 중요했으며, 결혼하지 않은 남자는 시민이 될 수 없었다. 남자들은 보살필 수 있는 능력만큼 부인을 얻을 수 있었다. 결혼은 부모가 정했고, 아이들이 어릴 때부터 미리 미래의 짝을 정했다. 나이 든 여인이 신부의 부모에게 청혼을 허락 받으러 가는 중매장이가 되었다. 결혼한 뒤에는 남자와 여자의 역할이 분명하게 정해졌다. 남자는 집을 짓고 생활비를 벌었다. 아버지는 아들에게
| “ | 게으름 피우지 마라. 그러면 아내와 아이들을 먹여 살리지 못한다. | ” |

라고 충고했다. 여자가 할 일은 집안 살림을 꾸려나가는 것이었다. 아즈텍 어머니들은 딸에게 이렇게 충고했다.
| “ | 남편에게 복종해라. 깔보거나 화내지 마라. 어기면 쇼치케이트살 여신에게 벌을 받을 것이다. | ” |

#### 새로운 생명
아즈텍 부부들에게 아이는 중요했으므로 아이가 없으면 이혼할 수 있었다. 출산 때 산파는 어머니가 아이를 낳기 위해 싸우는 것을 상징하듯 전쟁터에서처럼 고함을 쳤다. 점성술가들은 탄생일을 근거로 아이의 미래를 예언해 주었다. 만약 사내 아이면, 태양에 적의 피를 바칠 수 있는 위대한 용사가 되라고 말했다. 여자 아이에게는 집안 일을 잘 하면서 살라고 말했다.

### 전쟁과 무기

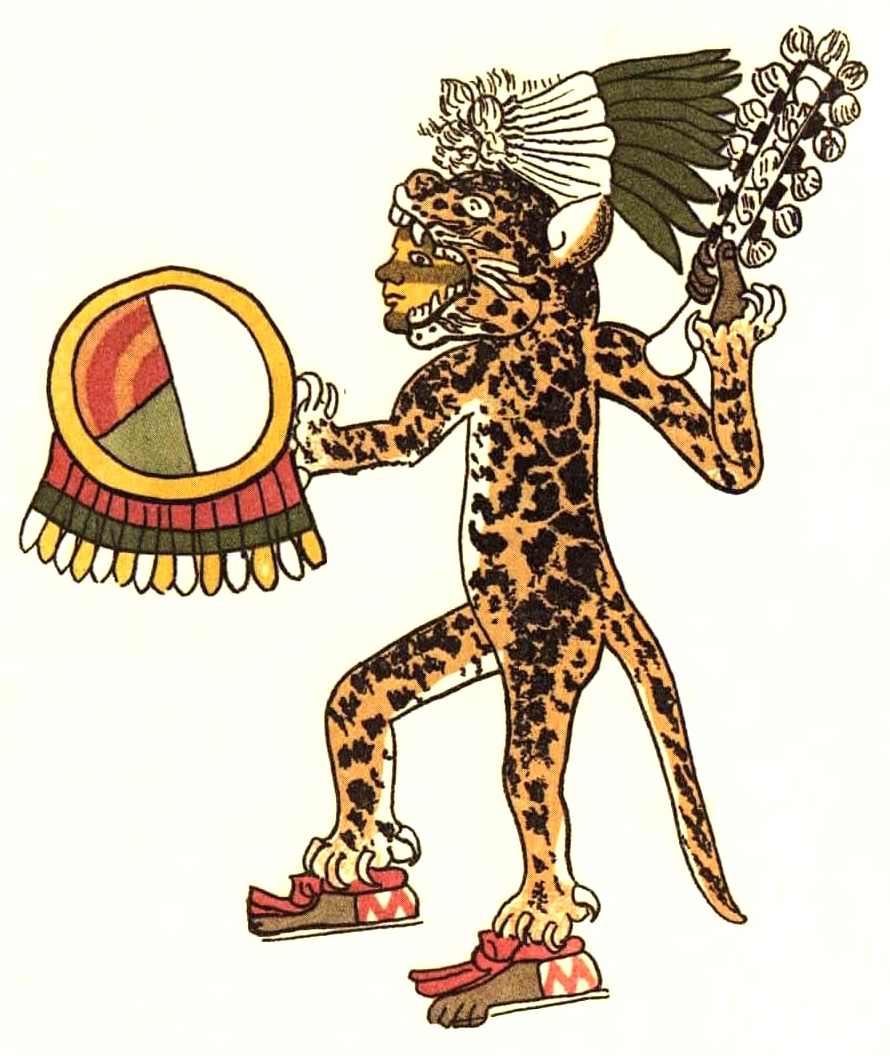
'재규어 전사'의 모습.

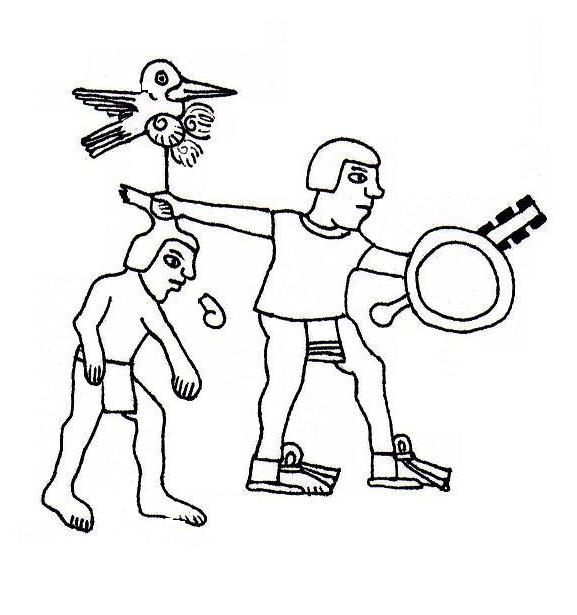
아즈텍 전사가 포로를 생포하는 모습.

아즈텍인들은 다음의 아즈텍 시에 드러나 있듯이 전쟁을 찬양하는 사나운 군인들이다.
| “ | 전쟁에서는 죽음보다 더한 것이 없다. 그래서 생명을 주신 이는 고귀하다. 나는 내 마음이 죽음을 갈망하는 것을 본다. | ” |

아즈텍 제국의 확장은 전쟁을 통해 이루어졌다. 아즈텍 역사는 전쟁의 신 위트실로포치틀리가 아스틀란을 떠나서 땅을 정복하도록 말했다고 가르치고 있다. 제국의 경제는 정복한 부족들에게 받는 공물에 의지했다. 무엇보다도 그들은 신들이 세계가 분열되지 않도록 지키기 위해 끊임없이 피의 제물을 원한다고 믿었고 전쟁은 제물을 얻는 가장 좋은 방법이었다.

#### 전쟁 옷차림
각각의 카풀리는 전투집단에서 싸울 사람들을 많이 보냈다. 따로 유니폼이 없었으므로 자기가 원하는 대로 입었다. 어떤 전사는 샌들에 색깔 있는 치마를 입고, 깃털 머리 장식을 했으며 아래에는 두껍게 누빈 면직 옷을 입기도 하였다. 그러나 이는 싸움을 하기에는 불편한 복장이므로 아마 싸우기 전에 면직 옷과 샌들을 제외하고는 다 벗어 버렸을 것이다. 전사들은 마크아위틀이라는 양날을 가진 긴 칼을 들었는데 아주 무겁고 단번에 말의 머리를 자를 수 있었다.

#### 방패와 무기
전사들의 방패는 나무에 가죽을 덮어 만든 것인데, 박쥐 똥 접착제로 가죽을 붙여 장식하였다. 이것은 전쟁할 때 부분적인 보호대로 쓰인 것 같다. 그리고 죽은 처녀의 손가락을 붙이기도 했는데, 이것은 처녀의 손가락이 자신을 지켜준다고 믿었기 때문인 것 같다.
아즈텍 사령관들은 주로 창을 던져서 전쟁을 시작했다. 창을 던지는 기구는 이름이 아틀라틀이었는데, 전사들은 이 무기를 투석기처럼 사용했다. 창을 아틀라틀의 홈에 꽂으면 상당한 힘으로 날릴 수 있었다.

#### 전사의 계급
아즈텍 군대 계급에서 가장 높은 두 가지는 '재규어 전사(기사)'와 '독수리 전사(기사)'였다. 많은 포로를 잡은 기사만이 이 두 계급에 오를 수 있었다. 그들은 별도의 땅과 특혜를 받았으며, 포로들이 희생당할 때 행사 춤에서 특별한 역할을 맡았다. 고고학자들은 테노치티틀란에 있는 거대 피라미드의 이글 하우스(독수리집)에서 독수리 전사를 실물 크기로 만든 도자기를 발견하기도 하였다.

#### 문제점
분명 재규어 전사나 독수리 전사 등 중간 장교 계층이 존재했음에도 불구하고 '대리임무 수행'이라는 개념이 존재하지 않은 탓에 총 지휘관이 전사하면 전투는 그것으로 끝났다. 이것 때문에 싸우는 족족 에르난 코르테스에게 지휘관을 잃어 쉽게 패배했다. 특히 오툼바 전투의 경우 2만 명이나 되는 아즈텍 제국군이 고작 500명에 불과한 스페인군을 압도적인 숫적 우세를 이용해 이기고 있었음에도 불구하고 지휘관이 전사하자 모든 병력들이 싸우다 말고 뿔뿔이 흩어져 도망쳤다.

### 종교

#### 여러 전설들

##### 천지 창조 전설

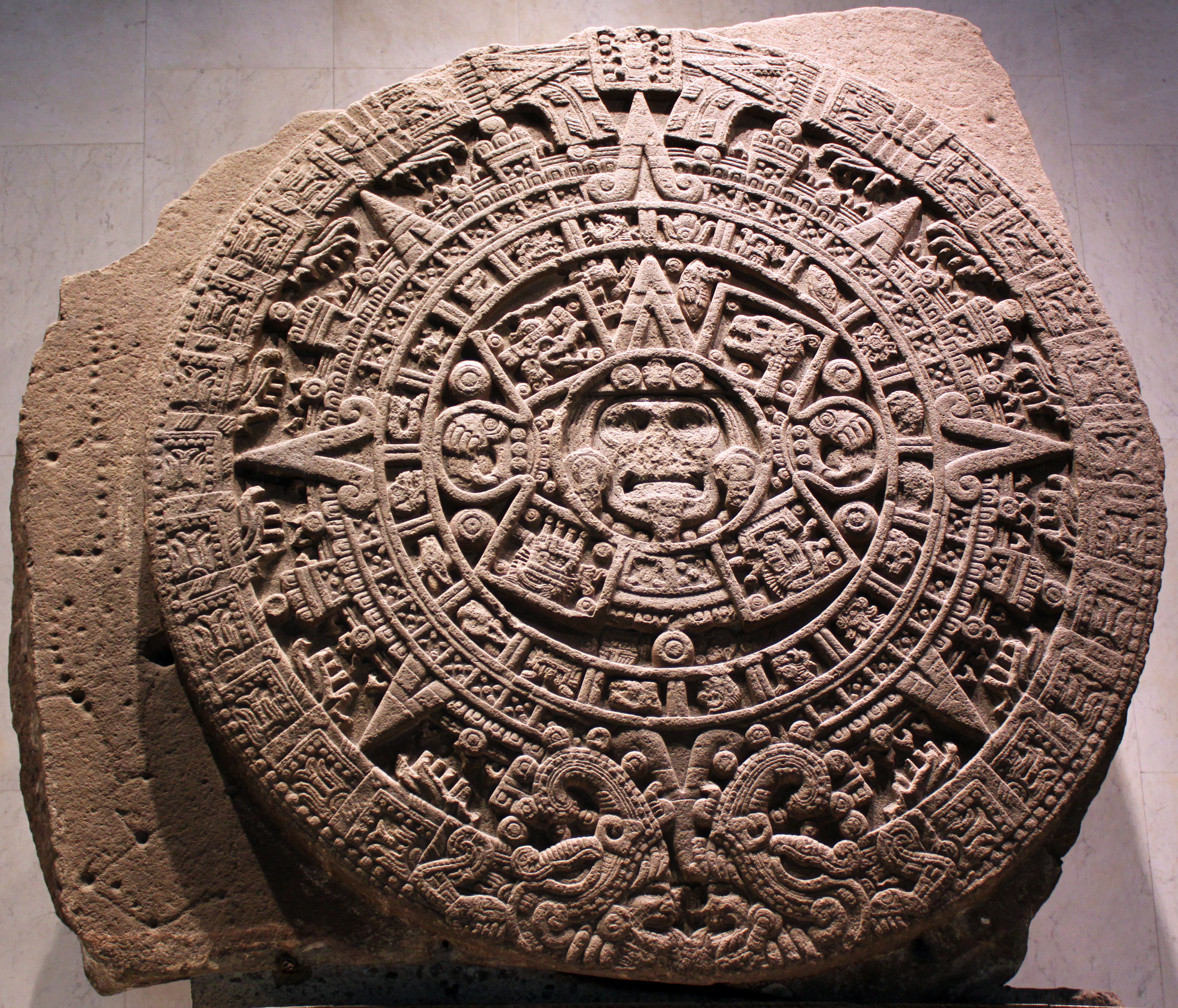
네 개의 멸망한 세상과 중간의 지금의 세상을 보여주는 돌판.

아즈텍에는 다음과 같은 천지 창조 전설이 있었다.
아즈텍의 창조 신화에선 4번의 세상의 멸망에 대해 이야기 하고 지금이 5번째 세상이라 말한다.

1번째 세상의 멸망
창조신 테스카틀리포카가 다스린 '재규어의 시대'
"태초에 사람들이 살고 있었다. 사람들은 소나무 씨앗를 먹고 키가 자라 거인족이 되었다. 52년의 주기가 13번 되풀이 되었고 재규어들이 나타나서 거인을 모조리 잡아먹었다. 그 후 재규어들 서로 잡아먹어 죽자 태양은 꺼졌고, 세상은 멸망했다. 이 때, 네네와 타타라는 두 사람만이 나무 위로 기어 올라가 살아 남을 수 있었다. 결국 이들로부터 인류가 다시 번창했고, 두 번째 세상이 시작되었다."

2번째 세상의 멸망
바람의 신 케찰코아틀이 다스린 '바람의 시대'
"사람들은 콩을 먹고 살았다. 그렇게 52년의 주기가 13번 되풀이 되었고, 이번에는 거센 바람이 사람과 모든 것을 날려 버렸다. 바람이 너무 거세어 사람들은 손과 발로 나무를 붙잡고 매달렸다. 그 때에 꼬리가 생겨났으며, 사람들은 모두 원숭이가 되고 말았다. 태양마저 바람에 꺼저버리면서 세상은 멸망했다. 하지만 역시 이 때에도 두 사람이 바위에 의지하고 살아남았다. 이들로부터 인류가 다시 번성했고, 세 번째 세상이 시작되었다."

3번째 세상의 멸망
농업의 신 틀랄록이 다스린 '비의 시대'
"어린 아이들이 살아남았으며, 물 위에서 농사를 지었다. 그러나 52년의 주기가 7번 반복된 후, 이번에는 화염의 비가 내렸다. 세상은 잿더미로 변하고, 아이들은 도망치다 칠면조로 변했고, 태양마저 하얗게 불타버렸다. 그렇게 세상은 또 다시 멸망했다. 하지만 누군가가 역시 살아남아 네 번째 세상이 시작되었다"

4번째 세상의 멸망
물의 신 찰치우틀리쿠에가 다스린 '물의 시대'

"52년의 주기가 12번 반복되고, 대홍수가 시작됐다. 네 번째 세상 사람들은 물고기가 되었고, 태양은 테오티우아칸의 '신성한 모닥불' 속으로 숨었다. 52년이 지나 물이 다 빠지자 거대한 통나무에 숨어 있던 한 쌍의 부부가 밖으로 나왔다. 부부는 물고기를 먹으려고 불을 피웠다. 불에서 나온 연기는 하늘로 올라가 신들을 화나게 만들었다. 창조신 '테스카틀리포카'가 땅으로 내려와 부부의 목을 자르고 개로 만들었다. 지상에는 사람이 한 명도 남지 않았다. 그렇게 세상은 끝이 났다."
"네 번째 태양이 사라지고 세상은 온통 어둠뿐이였다."

신들은 태양이 숨어 들어간 테오티우아칸의 모닥불로 모였다.
해를 다시 만드는 법은 오직 하나, 신들 중 누군가 자신의 몸을 희생하여 불살라 다음 태양이 되는 것이였다. 아무도 나서지 않자, 부유하고 오만한 신 '테쿠시스테카틀'이 스스로 가장 위대한 신이라며 태양이 되기를 자청했다. 다른 신들은 모두 그를 싫어했기 때문에 동의하진 않았지만, 신들은 커다란 화룻불을 피워 놓고 '테쿠시스테카틀'에게 불속으로 뛰어들라고 했다. 그러나 그는 막상 불길을 보고 겁이 나고 말았다. 태양이 되기를 포기했다.

바로 그 때, 온 몸이 종기로 뒤덮인 가난한 신 '나나우아친'이 나서 망설임 없이 불 속으로 뛰어들었다. 불살라진 '나나우아친'은 태양신 '토나티우'가 되었다. 이를 보고 부끄러움을 느낀 '테쿠시스테카틀'도 허겁지겁 불 속으로 뛰어 들어 태양이 되었다.

태양이 두 개가 되었고 세상은 금세 뜨거워졌다. 신들은 세상이 너무 뜨거워지는 것을 염려했다. 그래서 두 번째 태양 '태우시스테카틀'의 얼굴을 향해 토끼를 던져 다치게 했다. 토끼를 맞은 두 번째 태양은 약해져, 해보다 어두운 달이 되었다.

그러나 달과 태양은 움직이지 않았다. 다른 또 다른 희생이 필요했다. 그래서 모든 신들은 차례로 바람의 신 '케찰코아틀'에게 와서 자신의 심장을 꺼냈다. 다른 신들의 희생을 바탕으로 '케찰코아틀'이 바람을 일으켰다. 그러자 달과 태양이 움직이기 시작했다.

다섯 번째 태양 토나티우의 '움직임의 시대'

그렇게 다섯 번째 세상이 열린 곳이 바로 테오티우아칸이었다. 테오티우아칸은 나우아틀어로 '신이 태어난 곳'을 말한다. 새로운 태양은 아스테카의 시대를 열었다.
"밝게 빛나는 태양이 멈춰 세상에 다시 어둠이 가득하지 않도록.."
자신의 몸을 불사른 태양신이 움직이는 동력은 지상의 사람의 피이다. 신들이 희생하여 세상에 빛을 주었듯, 자신들의 피와 심장을 바쳐 태양을 움직일 사람들이 필요했다.

##### 코욜샤우키
아즈텍 전설에 따르면, 코아틀리쿠에가 우이칠로포치틀리 신을 낳을 때, 큰딸인 코욜샤우키가 어머니를 죽이려고 성스러운 산으로 올라왔다. 우이칠로포치틀리는 어머니의 자궁에서 뛰어나와 그의 누이를 조각내 산 아래로 던져 버렸다고 한다. 이 이야기 때문에 피의 의식 후 시체가 신전의 계단에 내버려졌다고 한다.

##### 치치메메
아즈텍의 달력, 즉 52주기 끝나는 날은 아주 중요한 날이었다. 신화에 따르면 그 날에는 태양 신이 활동을 시작해서 운명의 날을 생기게 한다고 믿었다. 그 때에는 지구의 서쪽에서 사람들을 괴롭히는 괴물들, '치치메메'가 올라온다고 믿었다. 만약 그 날에 화로의 불이 붙으면 다행히 위기는 넘길 수 있다고 믿었다. 실제로 1455년엔 52주기가 끝나는 날이었는데, 다행히도 화로의 불은 꺼지지 않았다고 한다.

#### 인신공양
메소아메리카에서 인신공양은 보편적이었다.

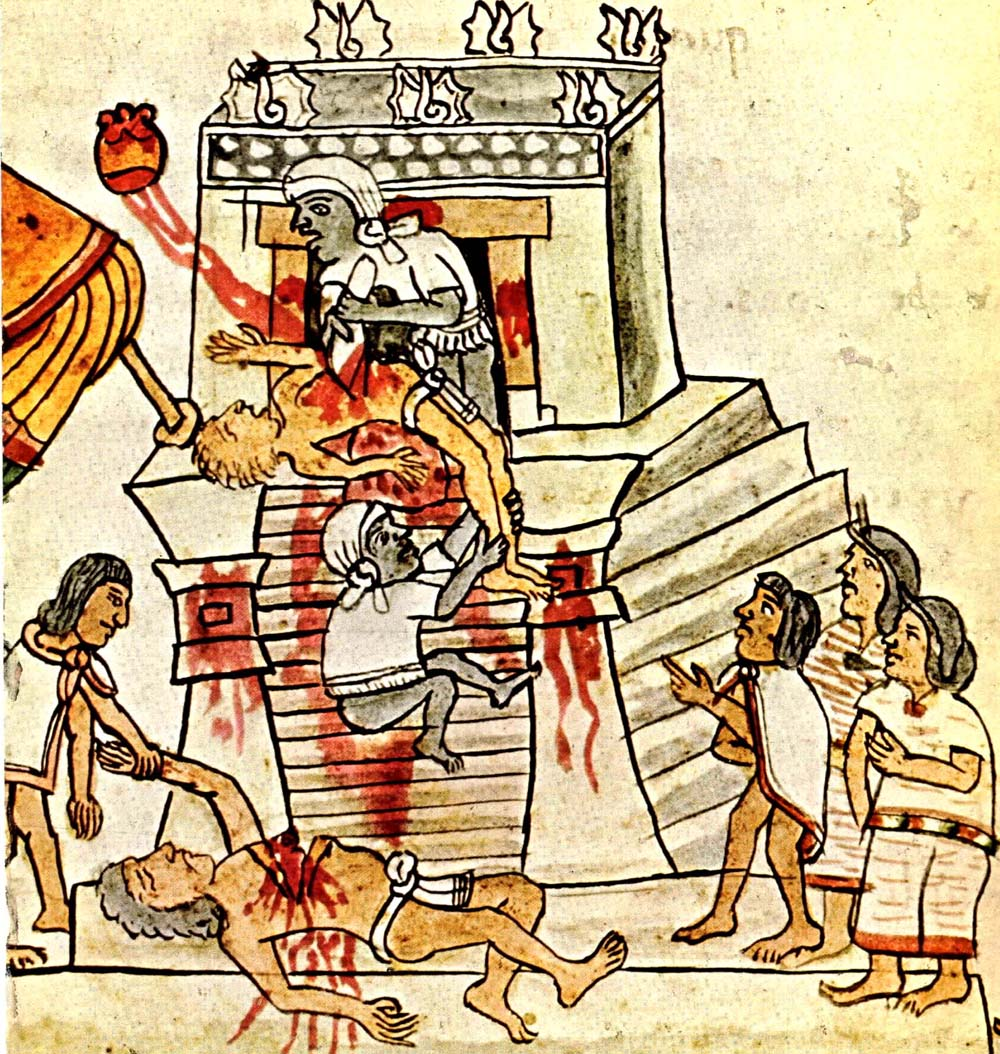
심장적출 의식을 치르는 모습을 그린 마길라베치아노 문서의 그림.

에르난 코르테스는 그의 첫번째 보고서에 아즈텍과 다른 메소아메리카 지역의 인신공양에 대해 묘사하였다.
그들은 반드시 추방해야만 하는, 어떤 곳에서도 유례를 찾아볼 수 없는 너무나도 구역질 나는 관습을 가지고 있는데, 그것은 우상들에게 뭔가를 청할 때 자신들의 소원이 더 잘 받아들여지도록 여러 명의 소년, 소녀들, 혹은 어떤 경우에는 성인들을 신전에 데려와 살아 있는 상태에서 가슴을 갈라 심장과 내장을 꺼내어 우상 앞에서 그것을 태우고 그 연기를 제물로 바치는 것입니다. 우리들 중 여러 명은 이것이 자신들이 지금까지 살아오면서 목격한 것 가운데 가장 잔인하고 소름 끼치는 광경이었다고 말합니다. 원주민들은 인신 공양 의식을 자주 거행하는데, 우리가 이곳에서 수집한 정보에 의하면 1년에 한 신전에서 최소한 50명 이상이 제물로 바쳐지는 것으로 보입니다. 그리고 이 행위는 코수멜 섬에서부터 우리가 지금 머물고 있는 이곳에 이르기까지 모든 원주민 마을에서 다 실행되고 있습니다. 우리가 머물고 있는 이 땅은 그 면적이 상당히 넓고 많은 신전들이 산재해 있으므로 이 지역에서만 1년에 적어도 3~4천명이 희생되는 것으로 보입니다.

베르난디오 데 사아군은 그의 저서 플로렌스 문서(florentine codex) 2권에 메소아메리카의 식인 풍습에 대하여 묘사하였다.
희생의 시간이 오자 희생될 남자와 여자들을 들것에 실어 신전의 가장 높은 곳으로 가져갔다. 거기에서 그들을 들것에서 꺼내 한명씩 돌 위에 펼쳐 놓고 규석으로 가슴을 열었다. 그리고 심장을 꺼내 틀랄록 신에게 바쳤다. 그러고 나서 시체들은 계단 밑으로 굴러떨어졌고 기다리고 있던 손들에 건네졌다. 밑으로 내려온 후에는 머리를 꿰는 곳으로 운반되었다. 거기에서 잘린 머리들은 관자놀이를 관통하여 나무 꼬챙이에 꿰어졌다. 시체들은 원래 있었던 곳으로 옮겨져 토막으로 잘라서 먹었다. 의식에 참여한 모든 집에 시체 조각들이 분배되면 햇볕에 말리기 위해 틀랄판코로 가지고 올라갔는데, 이것을 날마다 조금씩 먹었다.

아즈텍 제국의 인신공양은 달력에 따라 정기적으로 시행되었다.
달력에 따른 아즈텍 제국의 인신공양 의례의 목록은 다음과 같다.
| No. | 아즈텍 달력의 명칭과 그레고리력 기간       | 섬겨진 신들과 인신공양의 방법                                                                           | 섬겨진 신들과 인신공양의 방법                                                                                      |
| --- | ------------------------------------------ | --- | --- |
| 1   | 아틀라카카우알로 (2월 2일~2월 21일)        | 틀랄록, 찰치틀리케, 에카틀                                                                              | 물의 신성들에게 어린아이와 포로를 바친다.                                                                          |
| 2   | 틀라카시페우알리스틀리 (2월 22일~3월 13일) | 시페 토텍, 우이칠로포치틀리                                                                             | 포로들을 검투의식을 하고 희생시켜 가죽을 벗긴다.                                                                   |
| 3   | 토소스톤틀리 (3월 14일~4월 2일)            | 코아틀리케, 틀랄록, 찰치틀리케                                                                          | 어린이들의 심장을 적출해 가죽을 벗겨 매장한다.                                                                     |
| 4   | 우에이 토소스틀리 (4월 3일~4월 22일)       | 틀랄록, 케찰코아틀                                                                                      | 소년과 소녀를 희생시킨다.                                                                                          |
| 5   | 토쉬카틀 (4월 23일~5월 12일)               | 테스카틀리포카, 우이칠로포치틀리, 틀라카우에판, 쿠에쉬코친                                              | 포로들의 심장을 적출한다. 알바라도 학살이 있던 날이다.                                                             |
| 6   | 에찰쿠알리스틀리 (5월 13일~6월 1일)        | 틀랄록, 케찰코아틀                                                                                      | 익사시켜 심장을 적출한다.                                                                                          |
| 7   | 테쿠일우이톤틀리 (6월 2일~6월 21일)        | 우이쉬토시우아틀, 소치필리                                                                              | 심장을 적출한다.                                                                                                   |
| 8   | 우에이 티쿠이우이틀 (6월 22일~7월 11일)    | 실로넨, 에카틀, 치코멜코아틀                                                                            | 여성을 참수하여 심장적출을 한다.                                                                                   |
| 9   | 틀라소치마코 (7월 12일~7월 31일)           | 우이칠로포치틀리, 테스카틀리포카, 믹틀란테쿠틀리                                                        | 신전이나 동굴에서 아사시킨다.                                                                                      |
| 10  | 쇼코틀우에친 (8월 1일~8월 20일)            | 시우테쿠틀리, 이쉬쿠사우키, 오톤테쿠틀리, 치콘키아이틀, 쿠아틀라샤야우, 코욜린타우아틀, 찰메카시우아틀  | 불의 신들에게 불태워 희생시킨다.                                                                                   |
| 11  | 오치파니스틀리 (8월 21일~9월 9일)          | 토시, 테테오 이난, 치멜코아틀-찰치우시우아틀, 아틀라토닌, 아틀라우아코, 친콘키아우이틀, 신테오틀        | 토시에게 젊은 여성을 참수해 바치고 가죽을 벗겨 젊은 남성에게 입힌다. 포로를 높은곳에서 떨어뜨리고 심장을 적출한다. |
| 12  | 테오틀레코 (9월 10일~9월 29일)             | 소치케찰                                                                                                | 불에 태워 심장을 적출한다.                                                                                         |
| 13  | 테페이우이틀 (9월 30일~10월 19일)          | 틀랄록-네파테쿠틀리, 마틀랄케예, 소치테카틀, 마야우엘, 밀나우아틀, 네파테쿠틀리, 치코메코아틀, 소치케찰 | 어린이와 두명의 귀족여자를 심장적출한다. 의례적인 식인행위를 하였다.                                               |
| 14  | 케촐리 (10월 20일~11월 8일)                | 미쉬코아틀-틀라마친카틀, 코아틀리케, 이스키테카틀, 요스틀라미야우알                                     | 몽둥이로 때려 희생시킨다. 참수하고 심장을 적출한다.                                                                |
| 15  | 판케찰리스틀리 (11월 9일~11월 28일)        | 우이칠로포치틀리                                                                                        | 포로틀과 노예들을 심장적출을 했다.                                                                                 |
| 16  | 아테모스틀리 (11월 29일~12월 18일)         | 틀랄록                                                                                                  | 어린이와 노예들을 참수한다.                                                                                        |
| 17  | 티티틀 (12월 19일~1월 7일)                 | 토나-코스카미아우, 일라마테쿠틀리, 야카테쿠틀리, 우이츨린쿠아텍                                         | 여성을 심장적출하고 참수한다.                                                                                      |
| 18  | 이스칼리 (1월 8일~1월 27일)                | 이쇼사우키-시우테쿠틀리, 시우아톤틀리, 난코틀라세우키                                                   | 시우테쿠틀리를 상징하는 희생자를 희생시킨다.                                                                       |

마빈 해리스가 희생된 희생자의 인육이 단백질을 보충하기 위한 주식이었을것이라 주장하였지만 아즈텍의 단백질 공급원이 풍족하다는 것이 밝혀진 현재로썬 일상적으로 사람을 희생해 인육을 얻어 섭취하는 것이 아닌 의례용으로 사용된 인육을 섭취했던 것으로 보이며 주식과는 거리가 멀어 보인다. 헤로니모 데 아길라르가 마야인들의 식인풍습을 목격했다고 주장했다.

#### 종교 달력
아즈텍인들은 태양력(양력)으로 1년을 365일 6시간으로 사용했지만 종교 행사에서는 260인 종교 달력을 썼다. 52년마다 두 달력이 일치하게 되었고, 아즈텍인들은 이것이 세상이 끝날 위험을 뜻한다고 믿었다. 그 통합이 일어나기 5일 전에 모든 사람은 불을 끄고, 집을 청소하고, 낡은 옷들을 버리고, 모든 항아리를 던져 버렸다. 아즈텍인들은 이 같은 행동이 세상의 파괴를 막는다고 믿었다.
다음은 종교 달력을 순서대로 나타낸 것이다.
- 도마뱀
- 뱀
- 독수리
- 토끼
- 물
- 개
- 원숭이
- 풀
- 갈대
- 오셀롯
- 콘도르
- 최초의 칼
- 꽃
- 집
- 비
- 동작
- 악어
- 바람
- 죽음
- 사슴

### 음식

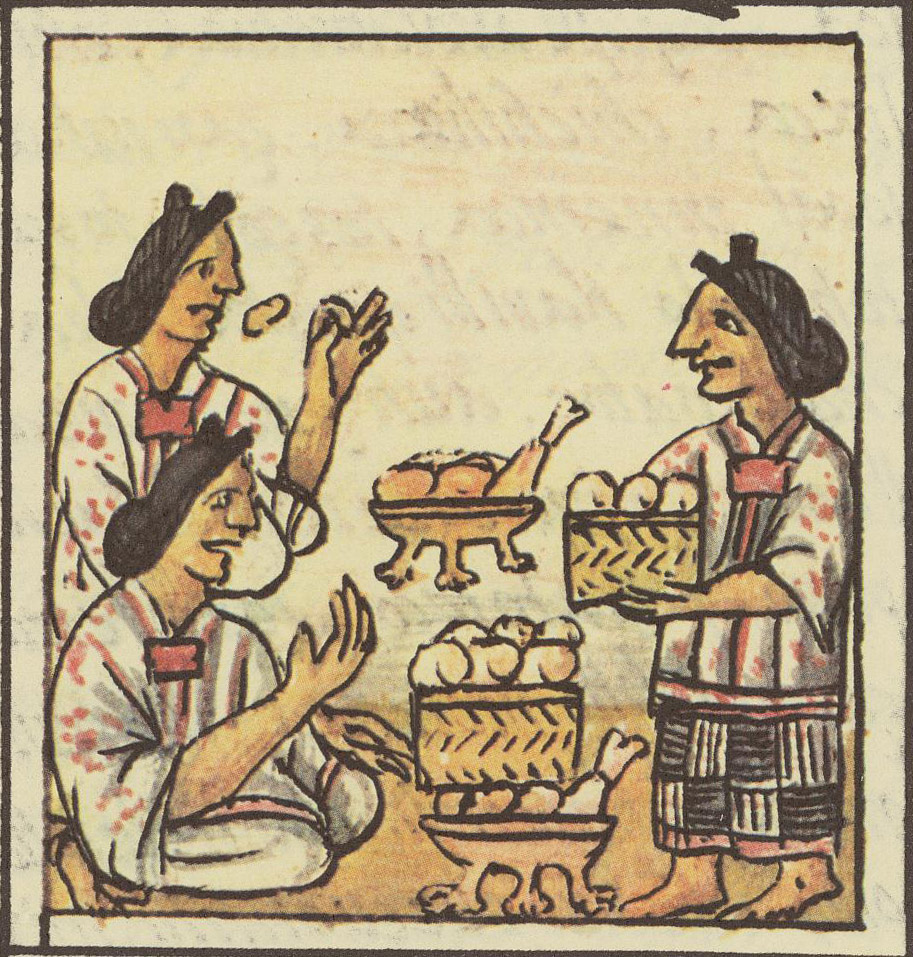
아즈텍 그림 속 음식. 아주머니들이 감자 광주리를 들고 온다.

아즈텍인들은 전문적인 농부였다. 집에는 대부분 큰 정원인 칼밀이 있었는데, 틀라토아니는 정원사가 열대 꽃과 카카오 나무 등을 키우는 식물원도 갖고 있었다. 말이나 소, 바퀴 달린 장치, 쟁기 등이 전혀 없었기 때문에 모든 일은 손으로 해야만 했다. 언덕에는 돌벽을 쌓아 농작물이 자랄 수 있도록 평평한 계단식 밭을 만들었다. 더운 계곡에서는 산에서 물이 흐를 수 있도록 수로를 만들었다.
아즈텍 음식에는 팝콘, 초콜릿, 땅콩 등 현대적인 것도 있었던 듯하다. 하지만 음식이 충분하지 않아서 에스파냐 작가들은 아즈텍인들이 "세계 어느 누구보다 적게 먹는다.'고 쓰고 있다. 인신공양 의례가 존재했기 때문에 의례용 인육 또한 자주 먹었는데, 틀라카틀롤리라는 이름의 인육 요리가 존재했다고 한다. 또한 인육 외에도 생선, 칠면조 등의 다른 단백질 공급원들도 많이 존재하였다.

#### 음료
늙은 여성을 제외하고 모든 사람은 술에 취할 수 없도록 법으로 금지하였다. 그러나 사람들은 결혼식 때 용설란 수액을 발효시켜 만든 알코올 음료 펄키를 마시고 즐길 수 있었다. 부자들만 카카오 열매와 꿀을 끓여 만든 음료 쇼콜라틀(chocolatl)을 살 수 있었다. 또한 일부 부자는 담배를 피웠는데, 몬테수마 왕은 코코아 한 잔과 담배 한 개로 하루 일과를 마치곤 했다. 일부 아즈텍인은 환각을 일으키는 페요틀(peyotl, 선인장 싹으로 만듦)과 테오나나카틀(teonanacatl, 쓴 맛의 검은 버섯)이라는 마약을 즐기기도 했다.

#### 재료
아즈텍에는 유럽에는 없는 많은 종류의 과일 또는 채소가 있었기 때문에 음식이 다양했다. 하지만 음식의 주요 재료는 옥수수와 옥수수로 만든 토르티야였고, 에스파냐 사람이 유럽에서 돼지를 들여 오기까지 멕시코에는 기름진 음식이 별로 없었다. 그리고 다음과 같은 것도 먹었다.
- 생선
- 칠면조
- 원숭이: 아즈텍인은 거미원숭이와 고함원숭이를 즐겨 잡아먹었다. 지금도 후손들은 원숭이를 먹기도 한다.
- 두꺼비: 고고학자들은 어느 마을의 유적지에서 왕두꺼비의 뼈를 발견하였다. 하지만 두꺼비의 피부에는 독이 있기 때문에 일종의 약으로 먹었으리라 추정된다.
- 개구리
- 선인장: 특히 용설란이라는 선인장 종류는 쓰임새가 많았다. 아즈텍인은 이 선인장으로 바늘, 실, 땔감, 종이, 끈, 옷감, 돗자리 등을 만들고, 지붕을 엮는 데에도 사용되었다. 선인장을 끓이면 어떤 시럽이 나오는데, 이것으로 선인장 술을 만들었다고 한다.
- 개
- 호수의 이끼: 테오티우아칸 시대에는 호수 가장자리의 이끼를 걷어서 과자로 만들어 먹었다고 한다.
- 도마뱀
- 개미
- 올챙이
- 유충
- 사람 : 주로 꽃 전쟁에서 얻은 포로들을 재료로 삼았지만, 전쟁 포로가 아닌 여성이나 아이들도 재료로 삼기도 한 것으로 보인다.[11] 인육을 재료로 만든 대표적인 아즈텍 요리로는 틀라카틀롤리가 있다.

하지만 이외에도 토르티야, 부리또 같은 것도 있었다.

### 옷과 장신구
아즈텍인들에게 순수하고 아름답게 보이거나 최신의 것을 따르는 현대적 의미의 유행은 없었다. 고대에는 다른 모든 것과 마찬가지로 의복도 개인의 부와 지위를 과시하는 수단이었다. 그래서 아즈텍인들이 입는 옷은 법으로 정해져 있었다. 마세우알틴은 색깔 있는 옷이나 금 장식을 할 수 없었다. 옷의 길이도 법으로 정해져 있었는데, 어떤 사람이 법이 정한 것보다 옷을 길게 입으면 사람들은 그의 다리를 확인하여 전쟁에서 생긴 상처가 있으면 문제 삼지 않았지만, 아무것도 없다면 그는 사형에 처해졌다. 가난한 사람들은 외투를 살 여유가 없었으므로 용설란 섬유로 만든 거칠고 하얀 천으로 만든 허리에 걸치는 간단한 옷을 입었다. 틀라토아니와 귀족만이 색깔 있는 옷을 입고 보석 장식을 할 수 있었다.

#### 화장
아즈텍의 아버지들은 딸들에게 외모에 집착하지 말고 화장을 하지 않도록 일렀지만 말을 듣지 않았다. 오히려 자연스러운 아름다움으로 보이기 위해서 보다 극적인 효과를 얻으려고 화장을 했다. 얼굴과 몸은 빨강, 노랑, 파랑, 초록으로 두텁게 칠했다. 아즈텍 여성에게 인기 있는 색은 노랑이었으므로 벌레를 으깨서 만든 악신이라는 연고를 얼굴에 문질렀다. 또 이빨은 밝은 빨강으로 물들였고, 발에는 향긋한 기름을 발랐다.

#### 머리 양식
아즈텍의 여성은 머리를 꾸미는 것을 좋아하여 진흙으로 검게 하거나 인디고 물감의 짙은 청보라색으로 물을 들였다. 보통 머리 형태는 두 가닥으로 땋아 둥글게 머리 앞으로 돌려서 이마에서 묶었다. 머리 양식은 남성에게도 있었는데, 10세에서 15세 된 젊은이들은 머리 뒤에 돼지 꼬리 정도만 남기고 다 밀었다. 전쟁에서 포로를 잡아야만 그 돼지 꼬리를 자를 수 있었다.

#### 장신구
아즈텍의 귀족은 가능한 한 많은 장신구들을 지녔는데 금과 값비싼 보석으로 만든 입술 고리, 코 마개, 귀고리 등이었다.

#### 면화
면화는 테노치티틀란에서 자라지 않았으므로 중앙아메리카 저지대에서 수입해 왔다. 의복을 만드는 중요한 섬유일 뿐만 아니라 침대, 가방, 벽지, 전투복, 수의 등을 만드는 데에도 쓰였다.

## 같이 보기
- 멕시코
- 멕시코의 역사
- 멕시코의 국장
- 마야 문명
- 잉카 문명
- 인명
  - 에르난 코르테스
  - 몬테수마 2세
  - 쿠아우테목
- 지명
  - 테노치티틀란
  - 텍스코코 호
- 식인종
- 믹스텍족(Mixtec)
- 아스테카 신화
- 마카나(Macana)
- 태양의 돌(La Piedra del Sol)
- 인신공희